# Good Times Bad Times
Singles de Led Zeppelin
Whole Lotta Love / Living Loving Maid (She's Just a Woman)
(1969)
Pistes de Led Zeppelin
Babe I'm Gonna Leave You
(2)
Good Times Bad Times est une chanson du groupe de rock britannique Led Zeppelin. Elle a été écrite en collaboration par Jimmy Page, John Paul Jones et John Bonham. Elle ouvre le premier album du groupe, Led Zeppelin, sorti le 12 janvier 1969, et est également le premier single du groupe. Le single est sorti le 10 mars 1969, en compagnie de Communication Breakdown.  Sorti en single aux États-Unis, le titre atteint la 80e place des charts.
Il ne faut pas la confondre avec celle des Rolling Stones parue sur le single It's All Over Now.

## Histoire
Pour cette chanson, Jimmy Page a placé des microphones partout dans le studio d'enregistrement afin d'obtenir le son d'une chanson jouée en live.
Good Times Bad Times était rarement jouée en live par Led Zeppelin. Les rares fois où ce fut le cas, elle servit d'introduction à la chanson Communication Breakdown. Mais Good Times Bad Times, qui est donc le premier titre du premier album de Led Zeppelin, a été joué en ouverture de son unique (et dernier) concert complet dans les 27 années suivant la mort de John Bonham, le 10 décembre 2007 à l'O2 Arena de Londres avec son fils à la batterie, Jason.
On peut entendre la chanson dans les films The Fighter et « Adam à travers le temps ».

## Classements
| Classement (1969)              | Meilleure position |
| ------------------------------ | ------------------ |
| Canada (RPM 100 Singles)       | 64                 |
| États-Unis (Billboard Hot 100) | 80                 |
| États-Unis (Cash Box)          | 66                 |
| Pays-Bas (Nederlandse Top 40)  | 19                 |
| Pays-Bas (Single Top 100)      | 17                 |

## Reprises notables
- 1988 : Nuclear Assault sur l'album Survive
- 2012 : Axxis sur l'album reDISCOver(ed)